# Бак Тім
Бак Тім (6.1.1891 — 11.III.1973) — діяч канадського комуністичного і робітничого руху. Один із засновників Комуністичної партії Канади (КПК). 

## Життєпис
Народився у Великій Британії. З 1910 року жив у Канаді. В 1921—1929 роках був секретарем Ліги профспілкової єдності Канади; з 1929 року — генеральним секретарем, а з 1962 року — головою ЦК КПК. Делегат V і VII конгресів Комінтерну; в 1935—1943 роках — член ВККІ. Автор ряду праць з історії робітницького руху в Канаді. Нагороджений орденом Жовтневої Революції.